# Tour de France für Automobile 1983
Die Tour de France für Automobile 1983 wurde als Etappenrennen für Automobile vom 19. bis 23. September in Frankreich ausgetragen.
1983 zählte die Tour Auto nicht nur zur französischen Rallye-Meisterschaft, sondern auch zur Rallye-Europameisterschaft. Die Veranstaltung wurde in diesem Jahr in Paris gestartet und führte die 84 Teilnehmer bis nach Südfrankreich. 37 von ihnen erreichten das Ziel in Nizza.
Die meisten französischen Spitzenfahrer waren am Start. Favorit war Bernard Béguin, der einen BMW M1 fuhr. Die drei Renault-Werksfahrer Jean Ragnotti, Bruno Saby und François Chatriot bestritten das Rennen auf ihren Renault 5 Turbos. Jean-Claude Andruet und Bernard Darniche gingen auf den schnellen Werks-Lancia Rallys ins Rennen. Dazu kam noch Guy Fréquelin, der einen Opel Manta 400 fuhr.
Beguin führte von Beginn an – nur Ragnotti konnte ihm folgen – und sah schon wie der sichere Sieger aus, als er nach der dritten Etappe 40 Strafminuten bekam, weil er nach einem Fehler seines Copiloten einen Kontrollpunkt zu spät passiert hatte. Damit fiel er hoffnungslos zurück. Fast zum gleichen Zeitpunkt fiel Ragnotti nach technischem Defekt aus. Damit ging der Sieg an Guy Fréquelin.

## Die ersten sechs der Gesamtwertung
| Pl. | Fahrer             | Copilot                 | Fahrzeug                |
| --- | ------------------ | ----------------------- | ----------------------- |
| 1   | Guy Fréquelin      | Jean-François Fauchille | Opel Manta 400          |
| 2   | François Chatriot  | Daniel Brichot          | Renault 5 Turbo         |
| 3   | Bernard Darniche   | Alain Mahé              | Lancia 037              |
| 4   | Yves Loubet        | Jean-Bernard Vieu       | Alfa Romeo Alfetta GTV6 |
| 5   | Jacques Fossa      | Bernard Meullenot       | Lancia 037              |
| 6   | Christian Gardavot | Remy Levivier           | Porsche 911 SC          |

## Klassensieger
| Klasse   | Fahrer             | Copilot                 | Fahrzeug                | Platzierung im Gesamtklassement |
| -------- | ------------------ | ----------------------- | ----------------------- | ------------------------------- |
| Gruppe B | Guy Fréquelin      | Jean-François Fauchille | Opel Manta 400          | Gesamtsieg                      |
| Gruppe A | Yves Loubet        | Jean-Bernard Vieu       | Alfa Romeo Alfetta GTV6 | Rang 4                          |
| Gruppe N | Bertrand Balas     | Eric Lainé              | Alfa Romeo Alfetta GTV6 | Rang 10                         |
| Gruppe 4 | Christian Gardavot | Remy Livivier           | Porsche 911 SC          | Rang 6                          |
| Gruppe 2 | Bruno Bouscary     | P. Guérin               | Renault 5 Alpine        | Rang 12                         |